# Cimetière de Novodievitchi (Saint-Pétersbourg)
Ne doit pas être confondu avec le cimetière de Novodevitchi (ou Novodiévitchi) de Moscou
Pour les articles homonymes, voir Novodievitchi.
Le cimetière de Novodievitchi de Saint-Pétersbourg (en russe : Новодевичье кладбище) se situe au no 100 de la perspective Moskovski. Il est situé dans l'enceinte du Monastère de la Résurrection de Novodievitchi.

## Histoire
Le cimetière a été ouvert en 1850 et les inhumations se sont poursuivies jusque dans les années 1930.
Après la Révolution d'Octobre, de nombreux monuments et chapelles funéraires furent détruits ou endommagés.
En 2004, une commission de la municipalité de Saint-Pétersbourg a été nommée pour la conservation et la réhabilitation du cimetière. Elle releva 13 000 noms.
|  |

## Personnalités inhumées au cimetière de Novodevitchi
- Léon Benois (1856-1928), architecte
- Serge Botkine (1832-1889), académicien, professeur de médecine
- Vassili Kossiakov (1862-1921), architecte
- Stepan Lessovski (1817-1884), amiral
- Apollon Maïkov (1821-1897), poète
- Guennadi Nevelskoï (1813-1876), amiral
- Nikolaï Nekrassov (1821-1878), poète, écrivain
- Nikolaï von Reitzenstein (1854-1916), amiral
- Viktor von Rosen (1849-1908), orientaliste
- Fiodor Tiouttchev (1803-1873), poète, diplomate
- Mikhaïl Tchigorine (1850-1907), champion d'échecs
- Nicolas von Essen (1860-1915), amiral
- Mikhaïl Vroubel (1856-1910), peintre

## Illustrations

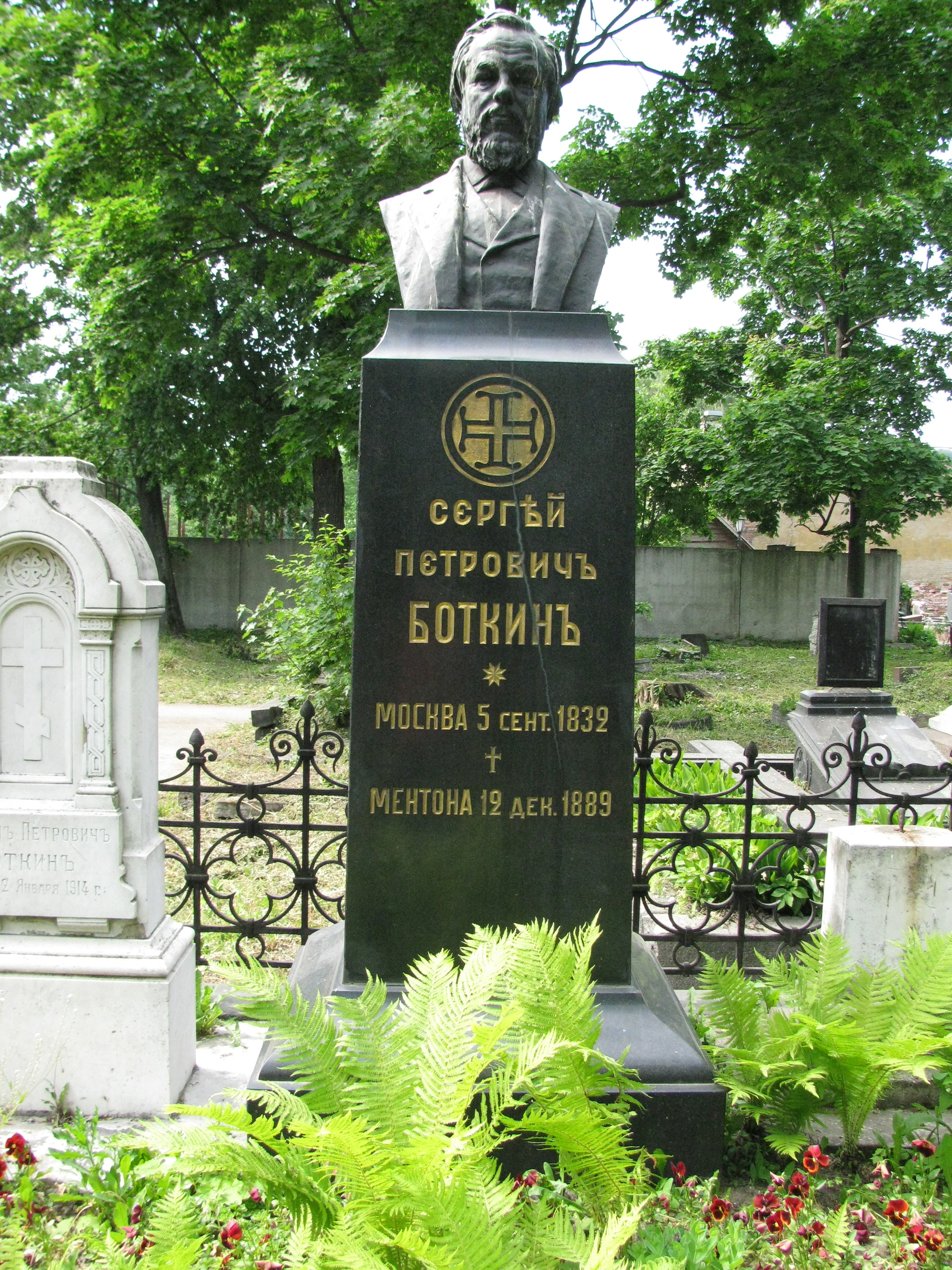
Tombe du docteur Botkine
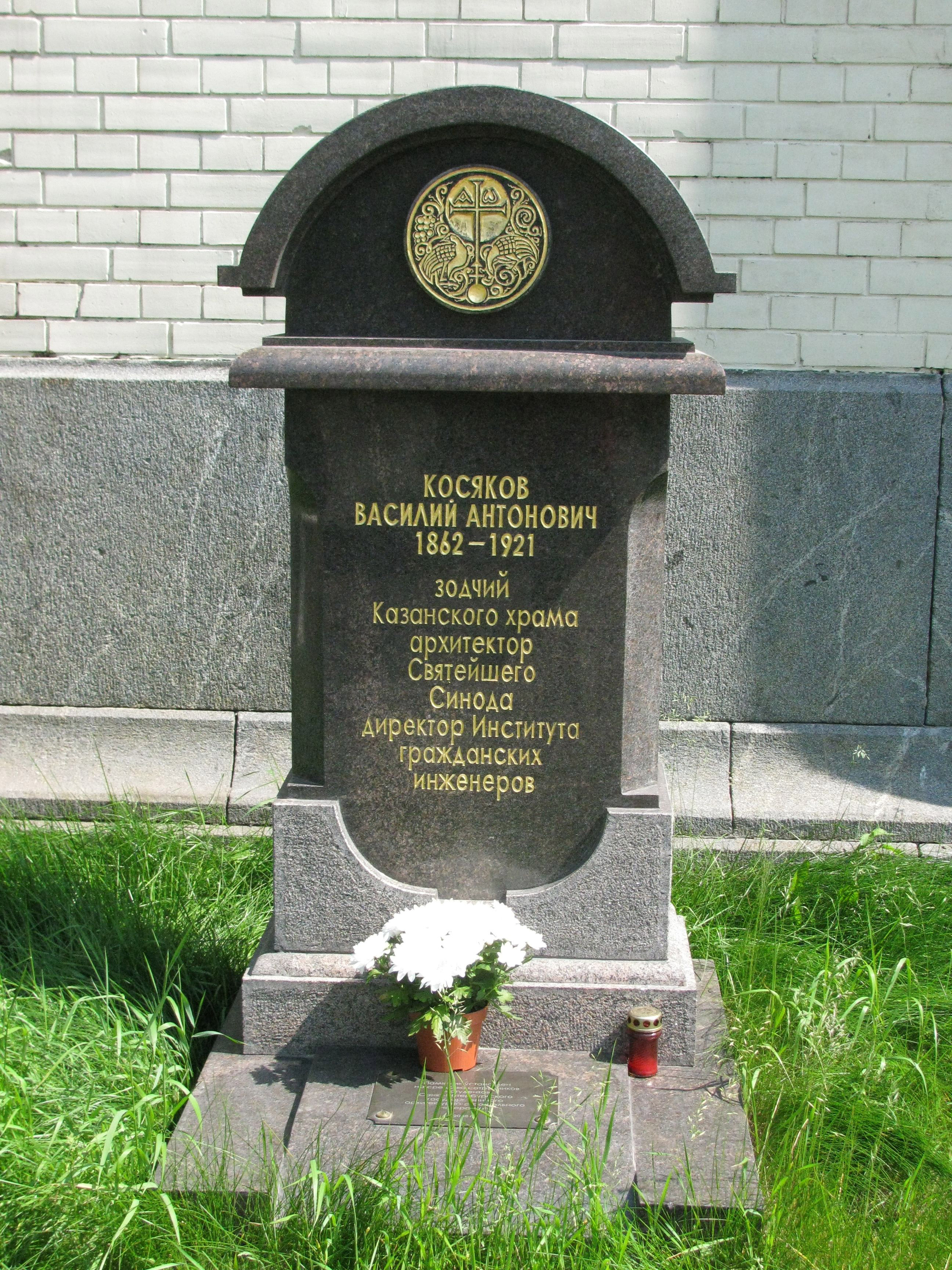
Tombe de Vassili Kossiakov
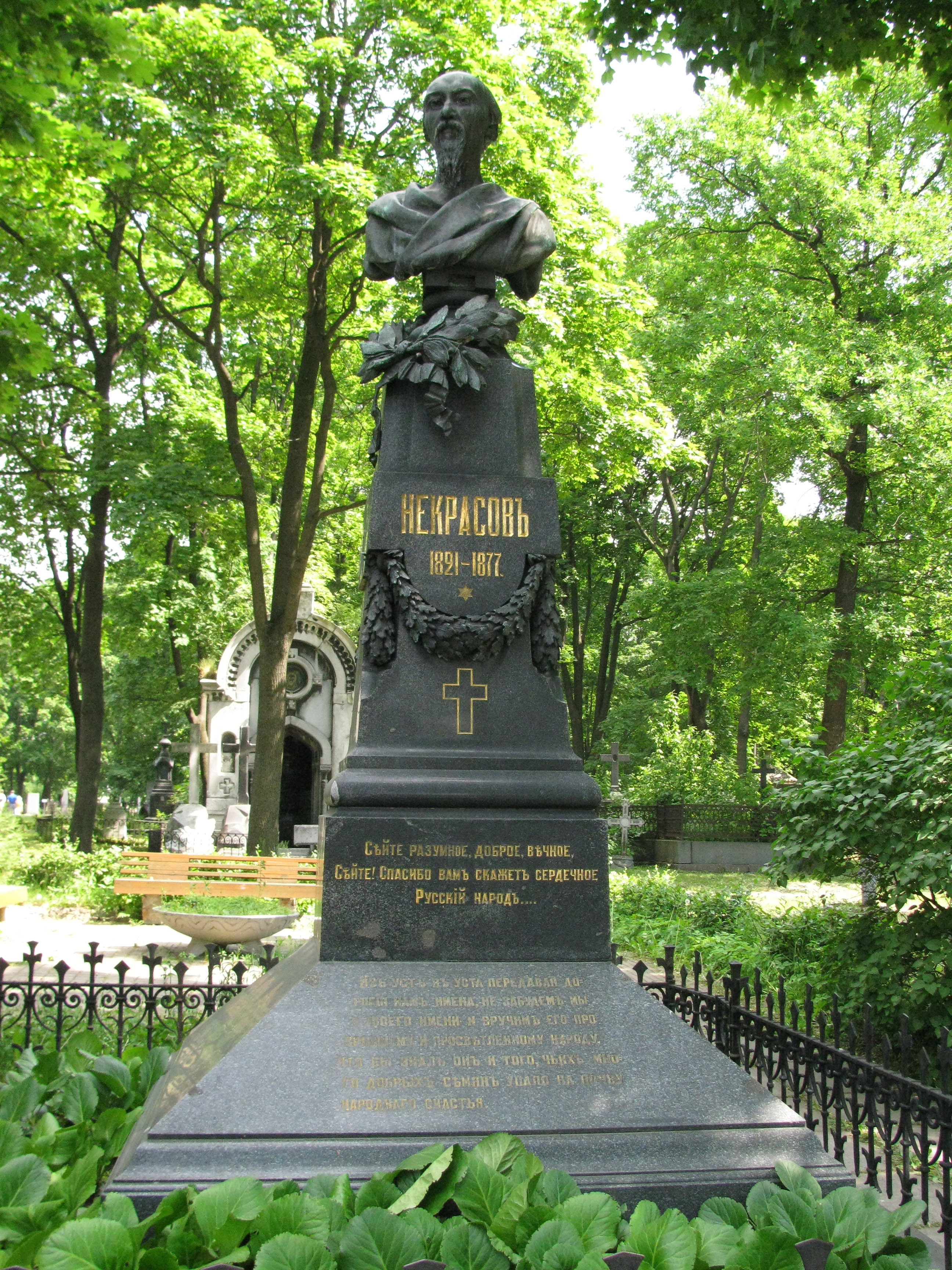
Tombe de Nekrassov
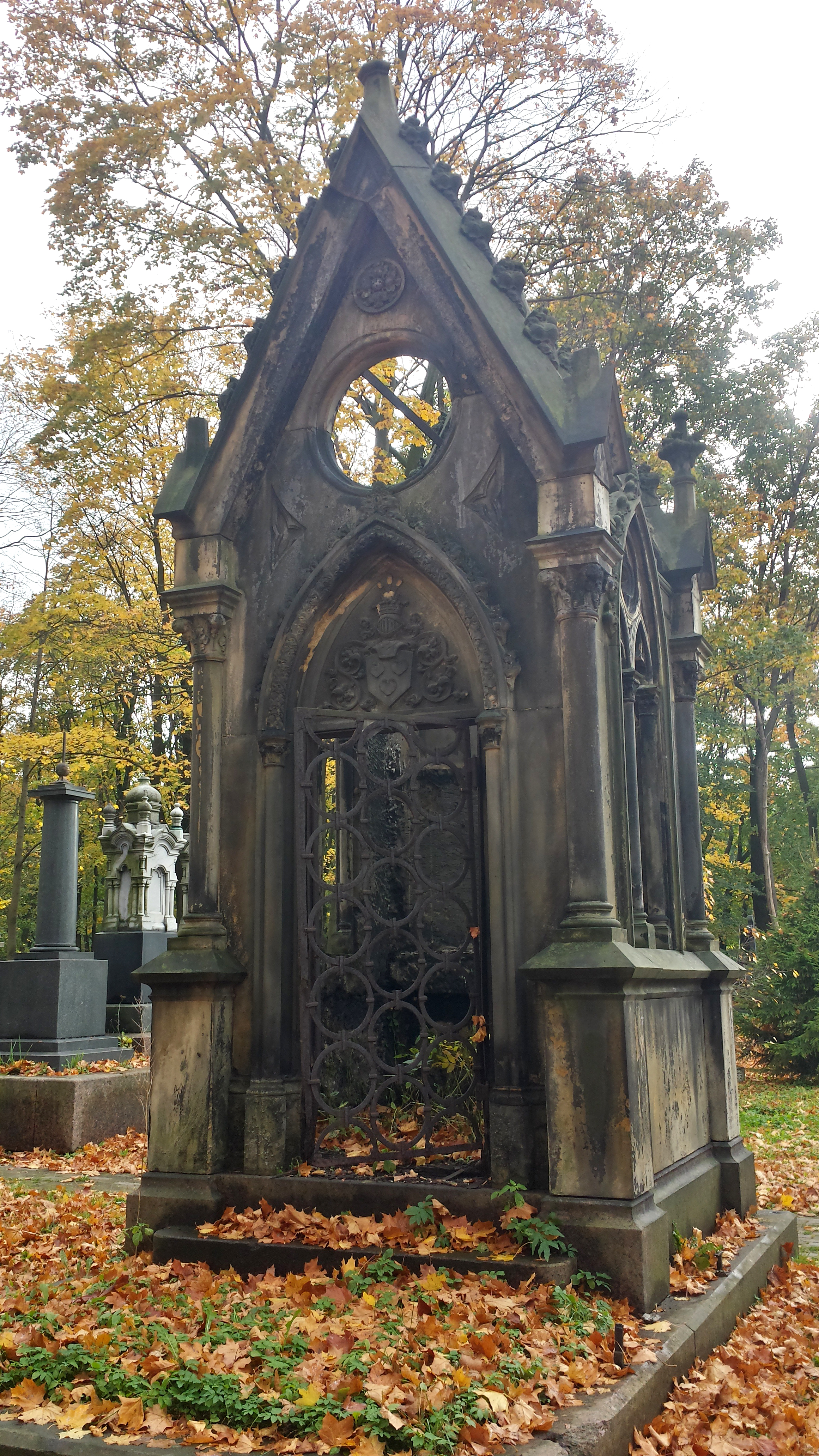
Chapelle du baron von der Pahlen (1854-1904)
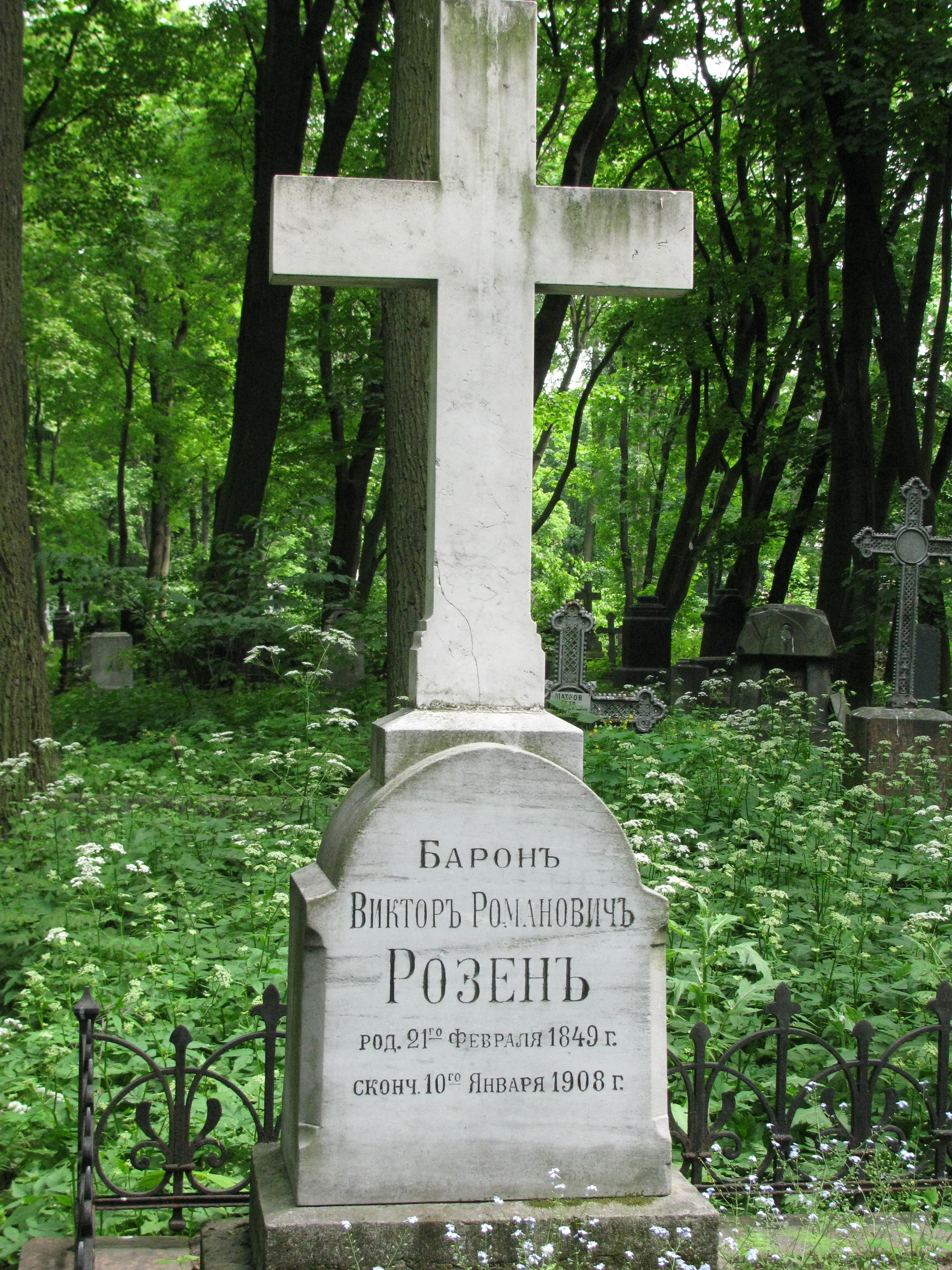
Tombe du baron Viktor von Rosen, orientaliste et académicien
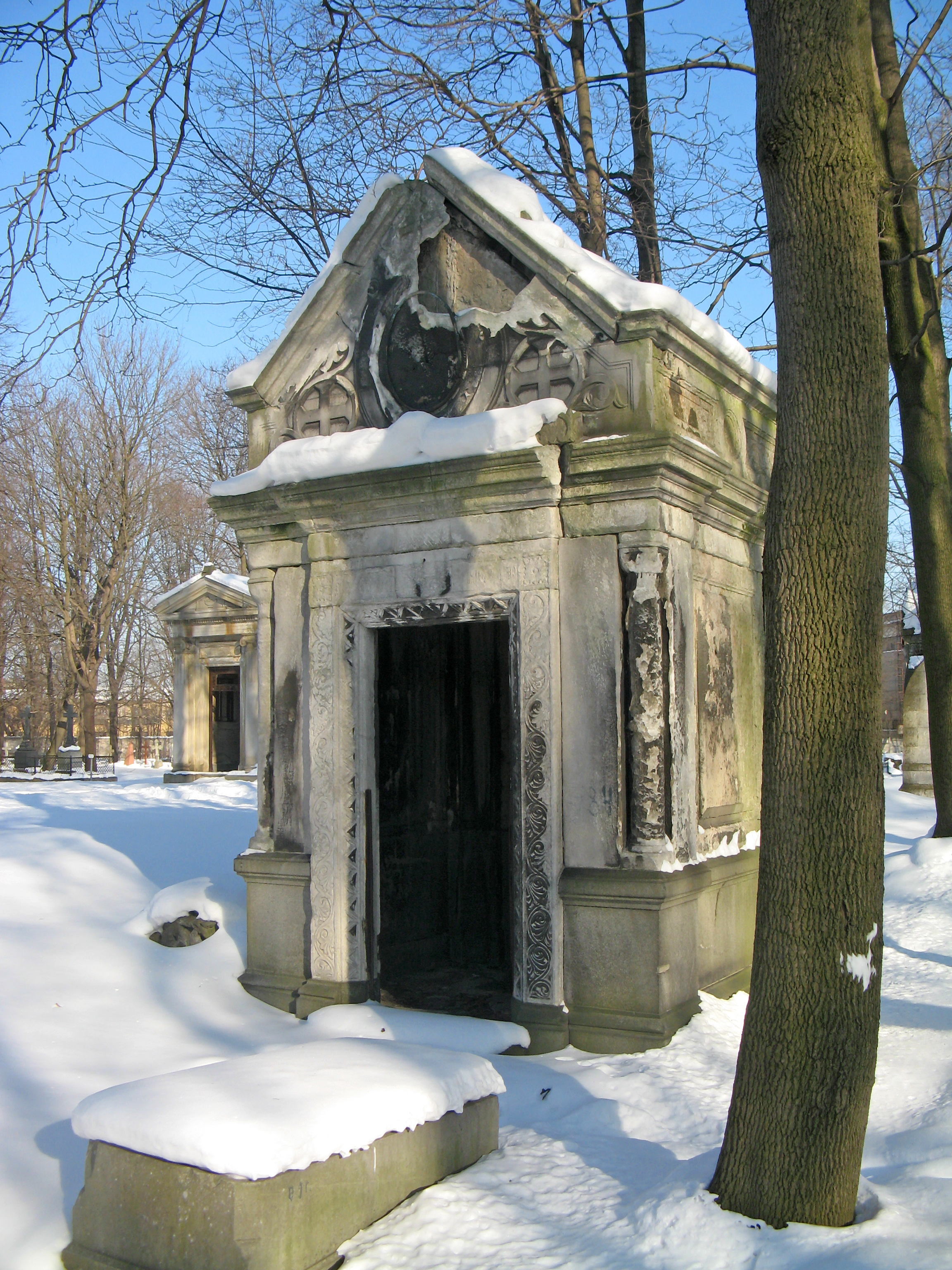
Chapelle d'I.M. Tolstoï (1806-1867) et E.M. Tolstoï (1826-1870)
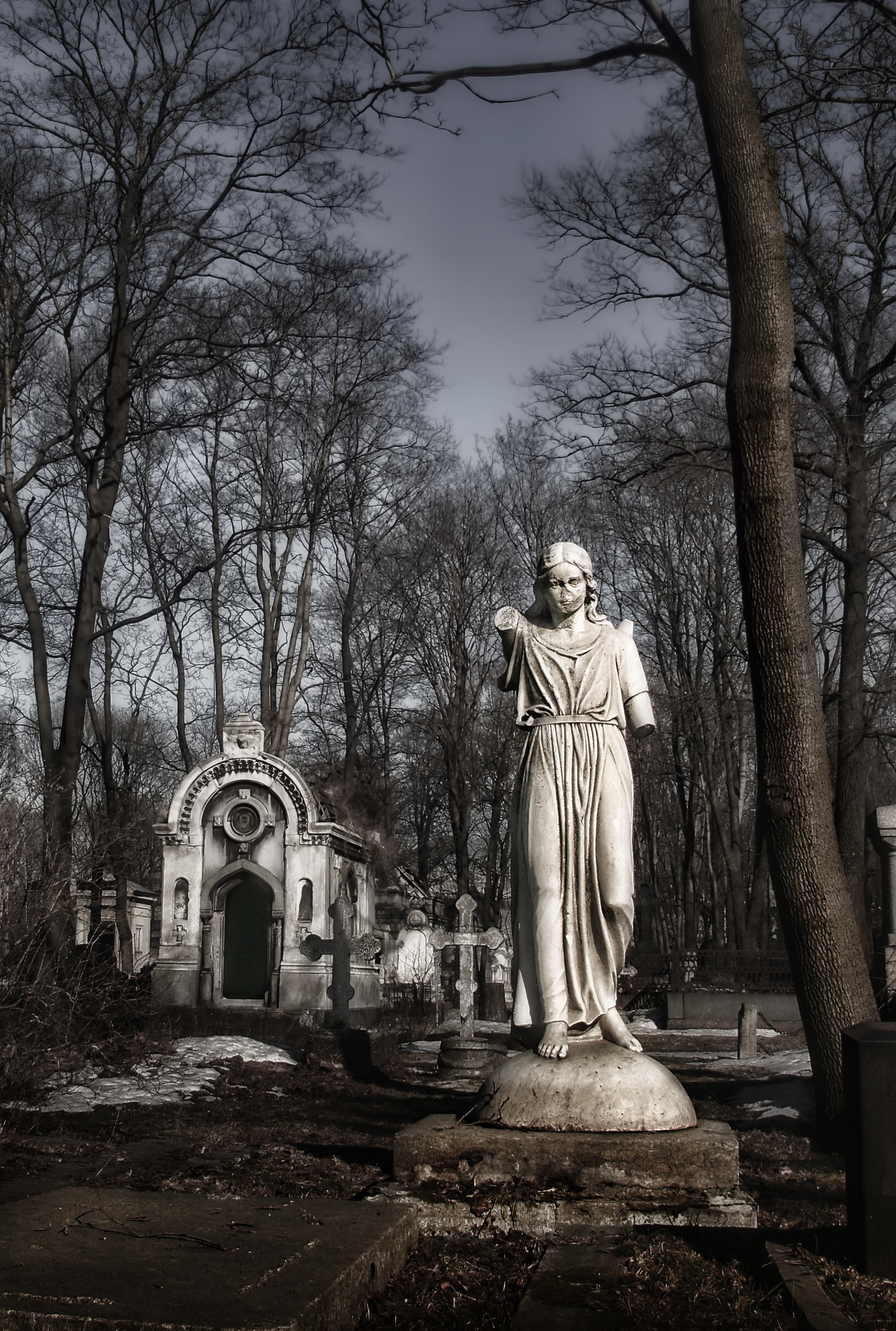
Vue du cimetière en avril 2011
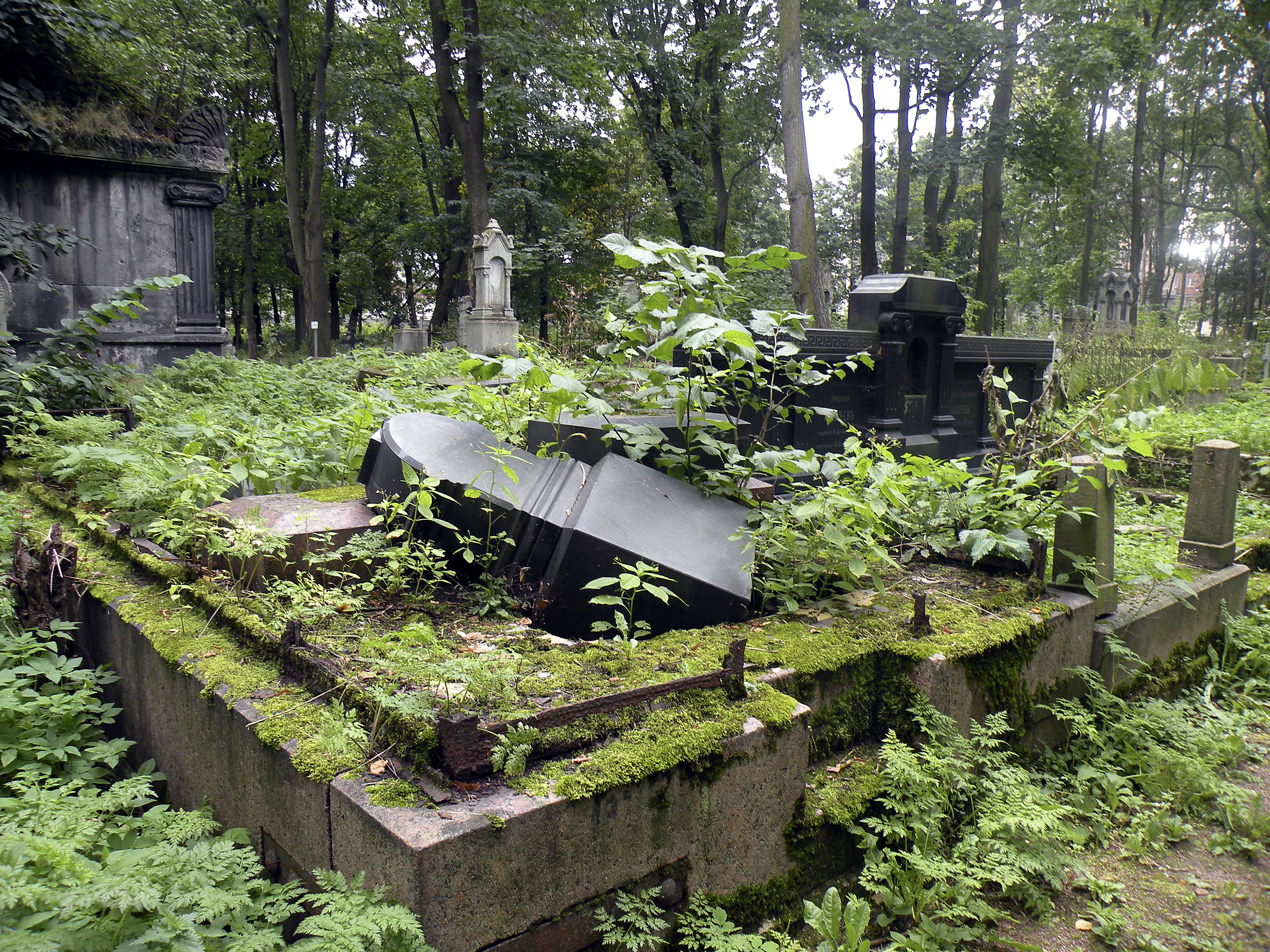
Vue d'une partie abandonnée du cimetière